# Mauritius na Letnich Igrzyskach Olimpijskich 1984
Mauritius na Letnich Igrzyskach Olimpijskich 1984 reprezentowało 4 zawodników: trzech mężczyzn i jedna kobieta. Był to pierwszy start reprezentacji Mauritiusu na letnich igrzyskach olimpijskich.

## Skład kadry

### Lekkoatletyka
Mężczyźni
- Daniel André

100 metrów – odpadł w eliminacjach
200 metrów – odpadł w eliminacjach
400 metrów – odpadł w eliminacjach
- Dominique Béchard

Rzut dyskiem – 18. miejsce
Rzut młotem – niesklasyfikowany
- Vivian Coralie – dziesięciobój – 25. miejsce

Kobiety
- Christine Béchard – rzut dyskiem – 17. miejsce